# Iglesia de San Ahoadamah
La Iglesia de San Ahoadamah también conocida como la Iglesia verde, fue un templo de la Iglesia ortodoxa siria del siglo VII en la ciudad de Tikrit, al norte de Irak. La Iglesia Verde fue una de las iglesias cristianas siríacas más antiguas del mundo hasta su destrucción por el Estado Islámico de Irak y el Levante el 25 de septiembre de 2014.
La iglesia fue construida en el año 700 dC por Denha II, metropolitano de Oriente de la iglesia ortodoxa siriaca, que más tarde fue enterrado en la cripta de la iglesia, y recibió el nombre de 6ª Metropolitano de Oriente, Ahudemmeh, que fue el primer obispo siriaco ortodoxo de Tikrit. También fueron llevados allí otros obispos metropolitanos.
La iglesia fue saqueada y destruida en 1089. Sin embargo, fue posteriormente restaurada y devuelta a la Iglesia ortodoxa siria en 1112. La iglesia fue destruida otra vez en 1258 durante la invasión mongol de Tikrit, cuando fue masacrada la comunidad cristiana, haciendo que el maphrianate tuviese que residir en el Monasterio de Mar Mattai por el resto de su existencia.
En la década de 1990, Saddam Hussein, un residente de Tikrit, financió la restauración del edificio de la iglesia, pero en septiembre de 2014 fue destruida por el Estado Islámico.